# أندي مكنمارا
أندي مكنمارا (بالإنجليزية: Andy McNamara)‏ هو معلق رياضي أمريكي، ولد في 31 أغسطس 1969.